# Anolis barbouri
Espèce
Synonymes
- Chamaelinorops barbouri Schmidt, 1919
- Chamaelinorops wetmorei  Cochran, 1928

Anolis barbouri est une espèce de sauriens de la famille des Dactyloidae. 

## Répartition
Cette espèce est endémique d'Hispaniola. Elle se rencontre dans le Sud d'Haïti et dans l'ouest de la République dominicaine.

## Étymologie
Cette espèce est nommée en l'honneur de Thomas Barbour.

## Publication originale
- Schmidt, 1919 : Descriptions of new Amphibians and Reptiles from Santo Domingo and Navassa. New York Bulletin of the American Museum, vol. 41, p. 519-525 (texte intégral).